# Aartsbisdom Malta

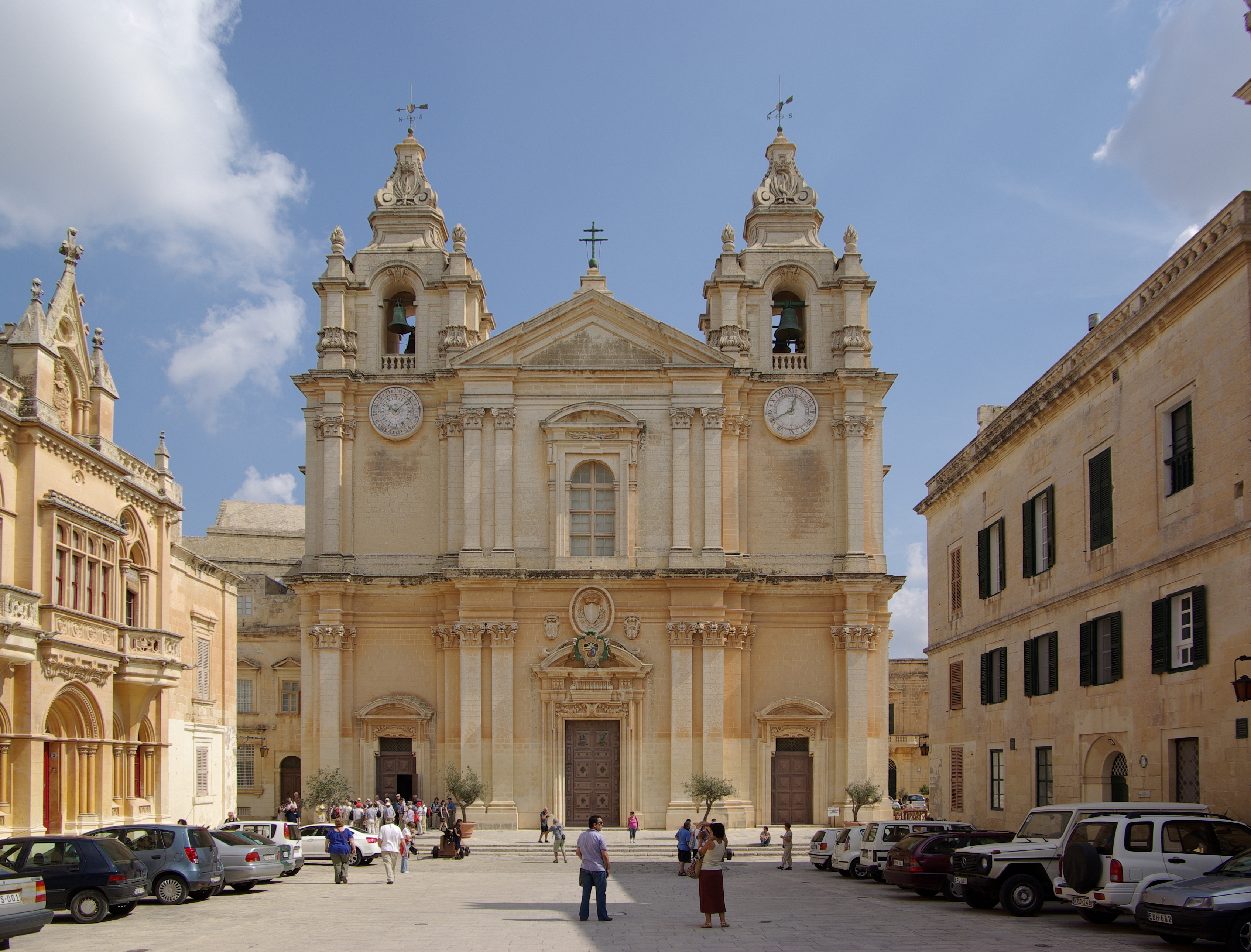
St. Paul's Cathedral, Mdina

Het Rooms-katholieke aartsbisdom Malta (Maltees: Arċidjoċesi ta' Malta; Engels: Archdiocese of Malta; Latijn: Archidioecesis Melitensis o Melevitana) werd in 60 v.Chr. gesticht met Publius van Malta als bisschop. In 1944 werd het een aartsbisdom. De zetel van het bisdom is in Mdina waar zich de St. Paul's Cathedral bevindt. Het aartsbisdom omvat het eiland Malta. Het bisdom Gozo valt onder het aartsbisdom Malta.

## Aartsbisschoppen sinds 1943
- Mikiel Gonzi, 1943-1976
- Joseph Mercieca, 1976-2006
- Paul Cremona, 2007-2014
- Charles Scicluna, 2015-heden